# Carlo Saraceni
Carlo Saraceni (ur. ok. 1579 w Wenecji, zm. 1620 tamże) – włoski malarz okresu baroku, caravaggionista.
Jego twórczość ukształtowała się głównie pod wpływem Caravaggia i Adama Elsheimera. Malował niewielkie obrazki przedstawiające postacie w pejzażu, a także obrazy ołtarzowe. Styl artysty cechowało delikatne wyczucie koloru i przestrzeni.
Wywarł wpływ na Pietera Lastmana i Jana Pynasa.

## Wybrane dzieła
- Judyta i Holofernes (1610–1620) – Wiedeń,  Kunsthistorisches Museum,
- Judyta z głową Holofernesa (1615–1620) – Dayton, Art Institute,
- Upadek Ikara – Neapol, Museo di Capodimonte,
- Madonna z Dzieciątkiem i św. Anną – Rzym, Galleria Nazionale d’Arte Antica,
- Narodziny Chrystusa (ok. 1610) – Salzburg, Residenzgalerie,
- Papież Grzegorz Wielki, (ok. 1614) - Rzym, Galleria Nazionale d’Arte Antica,
- Narodziny Maryi – Paryż, Luwr,
- Odpoczynek w czasie ucieczki do Egiptu (1606) – Frascati, Eremo dei Camaldolesi,
- Raj – Nowy Jork, Metropolitan Museum of Art,
- Św. Cecylia z aniołem (ok. 1610) – Rzym, Galleria Nazionale d’Arte Antica,
- Św. Marcin i żebrak – Berlin,  Gemaeldegalerie,
- Wenus i Mars (ok. 1600) – Madryt, Muzeum Thyssen-Bornemisza,
- Wizja św. Franciszka (ok. 1620) – Monachium, Stara Pinakoteka.